# Walther Schmieding (Politiker)
Walther Schmieding (* 19. Januar 1897 in Heißen; †  19. Mai 1947 in Ararat) war ein deutscher Funktionär und Kommunalpolitiker (NSDAP), der von 1933 bis 1945 als Oberbürgermeister von Beuthen in Oberschlesien tätig war.

## Leben und Wirken
Schmieding stammte aus Westfalen und nahm als Soldat am Ersten Weltkrieg teil. 1919 beteiligte er sich an der  Niederschlagung des Spartakusaufstands in Berlin. Dann ließ er sich in Schlesien nieder, wo er als Händler arbeitete. Zum 1. Januar 1931 trat er der NSDAP bei (Mitgliedsnummer 427.684) und übernahm 1932 das Amt des Kreisleiters. 1934 wurde er Mitglied der SS (SS-Nummer 234.110), in der er zum Obersturmbannführer aufstieg.
Am 3. April 1933 wurde er als Oberbürgermeister von Beuthen eingesetzt. Daneben war er Gauwirtschaftsberater Oberschlesien. 1935 gab er die Funktion des NSDAP-Kreisleiters in andere Hände und wurde von Hermann Göring zum Preußischen Provinzialrat ernannt.
Während seiner Amtszeit in Beuthen wurde während der Reichspogromnacht am 9./10. November 1938 die 1869 eröffnete Synagoge niedergebrannt. Die jüdische Gemeinde Beuthens gehörte zu den ersten Opfern des Holocausts und wurde vollständig ausgelöscht. 1942 wurde eine Gruppe Juden von hier ins Hauptlager Auschwitz deportiert und sofort ermordet. Damit begann der Massenmord an Juden in diesem deutschen Konzentrationslager im besetzten Polen.
Ab 1941 war Schmieding auch stellvertretender Wirtschaftsrat der Provinz Oberschlesien (Gau Oberschlesien) und in den Jahren 1943–1945 Landesrat der Provinz Oberschlesien.

## Schriften
- Wohnungsfragen in Oberschlesien. In: Der Gemeindetag. Zeitschrift für deutsche Gemeindepolitik, Band 29, 1935, S. 786ff.